# Paralimosina megaloba
Paralimosina megaloba är en tvåvingeart som beskrevs av Hayashi 1994. Paralimosina megaloba ingår i släktet Paralimosina och familjen hoppflugor.
Artens utbredningsområde är Nepal. Inga underarter finns listade i Catalogue of Life.